# اشتاندارتن‌فورر

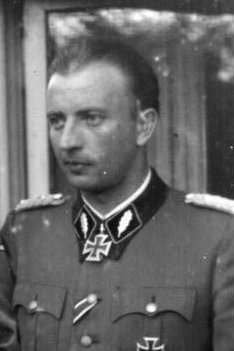
هرمان فگلاین با نشان اشتاندارتنفورر

اشتاندارتنفورر (آلمانی: Standartenführer) یک درجه مربوط به نیروهای نظامی حزب ملی سوسیالیست کارگران آلمان بود که در برخی سازمان‌ها (مانند اس‌اس و اس آ) استفاده می‌شد.این درجه بالاتر از اوبراشتورمبانفورر و پایین‌تر از اوبرفورر قرار داشت.

## Insignia

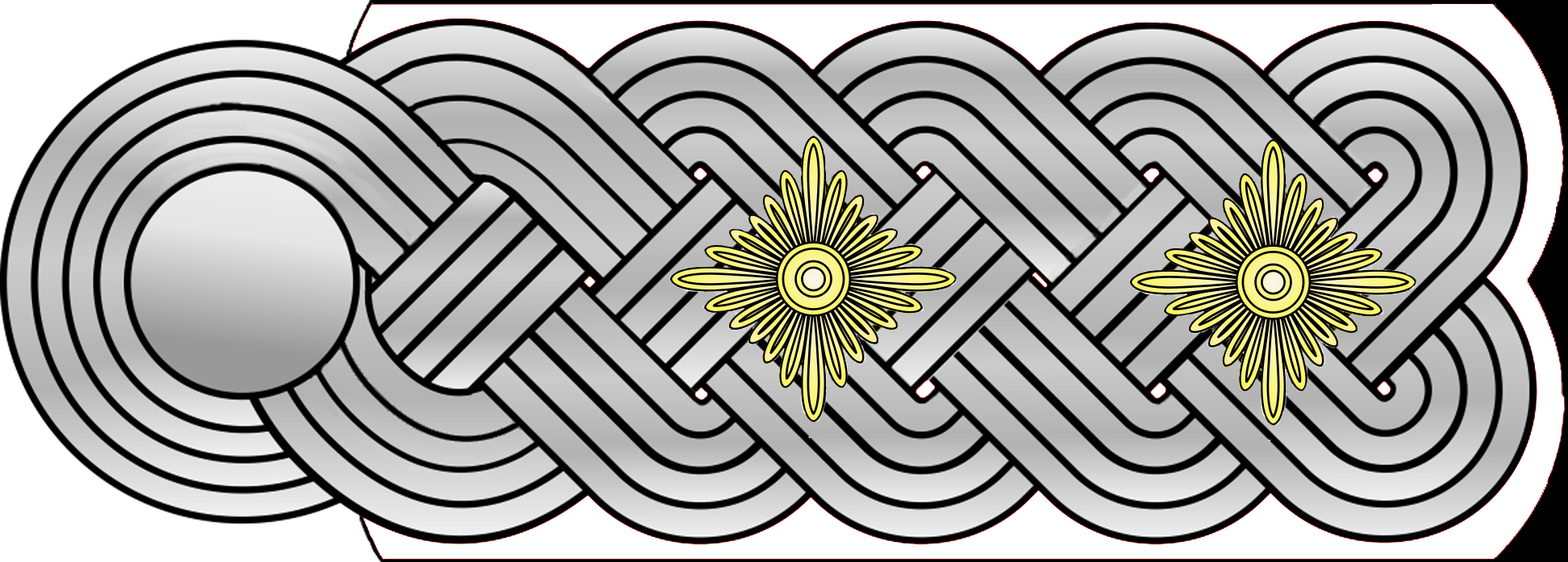
نشان سردوشی
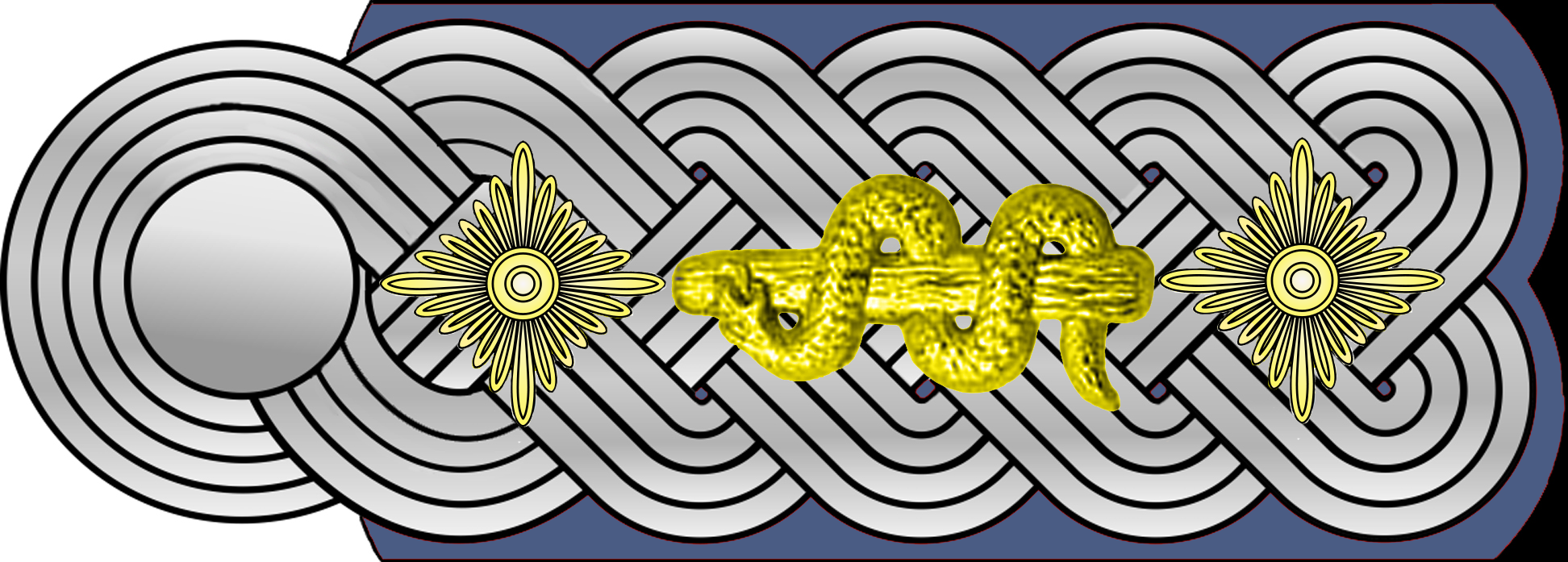
لشکرهای پزشکی اس‌اس
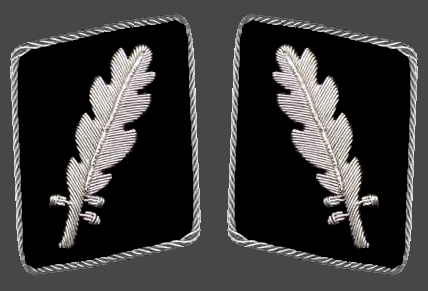
نشان یقه
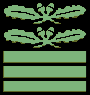
استتار نظامی